# ならフライデー9
『ならフライデー9』（なら・フライデーナイン）は、2016年4月15日から、奈良テレビで毎週金曜日の21時台に生放送されている情報番組である。番組連動データ放送を実施している。

## 概要
奈良テレビ放送は、『ざっくばらん』、『気になる時間』、『ぜっぴん!!』→『ぜっぴん!!+』といった自社制作の地域情報番組を長年にわたって金曜夜9時台に編成していたが、『ぜっぴん!!+』の終了以降、金曜夜9時台の地域情報番組の制作から撤退していた。本番組は、2010年3月の『ぜっぴん!!+』終了以来、6年ぶりに復活した金曜日夜9時台の地域情報番組である。
番組タイトルの「ならフライデー9」は、本番組が金曜日の夜9時台に放送される奈良県ローカルの地域情報番組であることや、奈良テレビの地上デジタル放送のリモコン番号が「9」であることに由来する。
司会には、第10回M-1グランプリで優勝を果たした漫才コンビ笑い飯の1人で、奈良県桜井市出身の哲夫と奈良テレビ放送アナウンサーの伊藤將也を起用。本番組内で哲夫はコメンテーター、伊藤はアンカーも兼務している。初代アシスタントには、non-no×ワタナベエンターテインメント全国オーディション2012でグランプリを受賞した二村祥絵を起用。また、NMB48チームNの元メンバーで、吉本新喜劇研究生の福本愛菜（哲夫と同じく奈良県出身）を「奈良おでかけナビゲーター」として起用した。
番組初期には、上記4人のレギュラー出演者の他にも、毎週1人～2人の大学教授や専門家、奈良にゆかりのある人物がゲストコメンテーターとして出演していた。
2018年4月6日の放送から、大幅なリニューアルを実施。新コーナーの投入や、一部出演者が降板・加入した。MC兼アンカーの伊藤とアシスタントの中井の降板に伴い、アンカーとアシスタントを廃止。新たにMCとして南かおりと、ニュース解説担当としてTVN報道デスクの小池重二が加入した。
2019年1月の放送から、Twitterを活用した視聴者の意見の募集・紹介を開始。番組放送中に寄せられた、「#ならフライデー9」のハッシュタグのついたツイートを番組のエンディングで紹介。採用された視聴者には、番組のオリジナルステッカーが贈られる。
1週間の奈良のニュースに出来事、県政情報、町や地域のグルメやレジャー、イベント情報などの地域に密着した情報を伝える地域情報番組でありながら、日本や世界の動きをあわせて伝えている点が本番組の特徴である。
通常の放送は生放送だが、特別番組などが編成され、放送時間や放送日が変更された場合に収録放送になることがある。
2024年4月5日放送分から在京民放キー局5社が共同運営している動画配信サービス「TVer」での見逃し配信を開始した。毎週月曜日18時に前週金曜日放送分を1週間配信するとしている。

## 出演者
☆：出演時点でTVNアナウンサー

### MC
- 笑い飯・哲夫（コメンテーターも兼務）
- 南かおり（「哲夫の三倍楽しい社寺めぐり」ロケパートナーも兼務、2018年4月6日 - ）

### 奈良おでかけナビゲーター
- 福本愛菜

### 解説
- 小池重二（奈良テレビ　報道デスク、2018年4月6日 - ）

### ロケパートナー
本番組のコーナー「哲夫の三倍楽しい社寺めぐり」内で、VTR出演。番組内での通称は「ロケパ」。
- しより・吉岡久美子（シュークリーム）
- 中井真奈[5]
- 天谷桃寧（Le Siana）
- エナジー西手（十手）

### 不定期
- 西田幸治（笑い飯）
  - 本番組のスペシャルの際に、中継リポーターやスタジオでのゲストコメンテーターとして出演。

### ナレーション
- 名倉涼☆
- 小谷渉子

## 過去の出演者

### MC
- 伊藤將也☆（アンカーも兼務、2016年4月15日 - 2018年3月30日）
  - 2017年4月28日の放送を以って一時的に番組を降板。休演中は奈良テレビ報道デスクの小池重二や当時TVNアナウンサーの熨斗弓子が伊藤の代役を務めていたが、同年8月4日の放送より復帰。

### アシスタント
- 二村祥絵（2016年4月15日 - 2016年12月23日）
- 中井真奈（2017年1月6日 - 2018年3月30日）

### ナレーション
- 1週間のニュース：熨斗弓子☆[6]
- とっておきの奈良：名倉涼☆、飯田嘉太☆、川添伊代☆
- NF9特集、ビジット奈良：裏野佐弥佳☆

## 放送時間
| 期間          | 期間          | 放送曜日 | 放送時間（日本時間）  |
| ------------- | ------------- | -------- | --------------------- |
| 2016年4月15日 | 2017年3月24日 | 金曜日   | 20:57 - 21:52（55分） |
| 2017年4月7日  | 現在          | 金曜日   | 20:57 - 21:57（60分） |

## 主なコーナー
- ウワサの真相
街でウワサされる話題や出来事を、福本愛菜が調査員として体当たりで徹底調査し、真相に迫る。2018年4月6日放送開始。
- 哲夫の三倍楽しい社寺めぐり
哲夫が「ロケパートナー」とともに県内各地の社寺を訪れ、独自の視点で神社仏閣を3倍楽しむ見方を伝える。2018年4月6日放送開始。2022年3月22日より、BSよしもとにて本コーナーを30分に再編集・独立番組化した『笑い飯哲夫のおもしろ社寺めぐり』が放送を開始し、同年10月1日より奈良テレビでも放送を開始。不定期放送のコーナーだったが、独立番組化に伴い、2022年4月より本番組の後半コーナーとして放送が固定化された。
- 南かおりの奈良仕事図鑑
南かおりが奈良の様々な職業のプロフェッショナルを訪ね、１日弟子入りし体験取材を行う。2018年6月1日放送開始。初年度は哲夫の冠コーナーとして開始し、哲夫がリポーターを務めていたが、翌年から南かおりの冠コーナーとしてリニューアルした。
- NF9特集
月に１回、奈良県や県庁の取り組みを特集。番組開始当初は、知られざる奈良の魅力などを哲夫などの出演者たちがリポートする内容で、番組のメイン企画として放送されていた。
- ビジット奈良
哲夫が県内39市町村のどこかを訪ね、奈良県民なのに奈良県の市町村に訪れたくなる、泊まりたくなるような隠れた魅力を探る。2016年7月29日放送開始。
2019年４月からはロケ中に出会った、その町・その村を代表する人材を哲夫が「ビジット奈良　特派員」として認定し、認定証を授ける企画が新たにスタートした。
- 1週間のニュース
1週間の奈良県内および、全国・世界のニュースや出来事をまとめて伝えるほか、放送当日の県内のニュースも伝える。
- 小池重二のニュースのツボ
TVN報道デスクの小池が独自の視点で、奈良を騒がせているニュースを解説。「1週間のニュース」のコーナー内で放送。2018年4月6日放送開始。
- とっておきの奈良
奈良にゆかりのある著名人が、県内でオススメのお店や場所、食べ物などを紹介。紹介された場所に福本愛菜が実際に訪ねて、とっておきのポイントなどをリポートする。2017年4月からコーナーのリニューアルを実施。タイトルロゴを一新したほか、著名人が勧めるスポット以外にも、季節ならではの場所や奈良県にしかない「とっておき」のスポットを紹介するようになった。
- 福本愛菜のラーメン四天王への道
実力店・人気店が急増し激戦地となりつつある奈良のラーメンを福本愛菜が月に１回チェックする。2020年4月3日放送開始。
本コーナーは、もともと本番組のスペシャル時に「ウワサの真相」内で放送されていた、奈良県内のラーメン特集を月1回のペースでレギュラー化したものである。「ウワサの真相」でのラーメン特集にて、ロケ取材時のゲストやスタジオでのゲストコメンテーターとして出演していたラーメンブロガー・TAR-KUNが「スーパーバイザー」として企画の監修に携わっている。
- 奈良おでかけ情報
週末のレジャーに役立つイベント情報や季節の便りを紹介する。
- 福本愛菜のお出かけシネマ

## スペシャル
- 2016年12月23日20:57 - 22:52 「ならフライデー9　2時間スペシャル」
  - 通常版のレギュラー出演者に加えて、笑い飯の西田幸治とTVNアナウンサーの裏野佐弥佳が中継リポーターとして出演。
- 2017年1月1日12:00 - 12:30 「ならフライデー9　新春特別番組」
  - 奈良県知事の荒井正吾と元文化庁長官の青柳正規（東京大学名誉教授）の対談の様子を「ならフライデー9　新春特別番組」として放送。インタビューアーとして本番組アンカーの伊藤將也が出演。
- 2018年1月1日12:00 - 12:30 「ならフライデー9　新春特別番組」
  - 奈良県知事の荒井正吾と建築家・隈研吾の対談を放送。インタビューアーとして本番組アンカーの伊藤將也が出演。[7]
- 2018年6月29日20:57 - 22:57 「ならフライデー9　2時間スペシャル」[8]
- 2018年12月28日20:57 - 22:53 「ならフライデー9　2時間スペシャル」[9]
- 2019年1月1日12:00 - 12:30 「ならフライデー9　新春特別番組」
  - 奈良県知事の荒井正吾と直木賞作家・安部龍太郎の対談を放送。インタビューアーとして本番組元アンカーの伊藤將也が出演。[10] [11]
- 2019年11月1日20:57 - 22:57 「ならフライデー9　2時間生放送スペシャル」[12]
- 2020年1月1日12:00 - 12:30 「ならフライデー9　新春特別番組」
  - 奈良県知事の荒井正吾と元文化庁長官・青柳正規の対談を放送。インタビューアーとして本番組MCの南かおりが出演。[13]
- 2021年1月1日12:30 - 13:00 「ならフライデー9  新春特別番組」
  - 奈良県知事の荒井正吾と笑い飯哲夫の対談を放送。インタビューアーとして本番組MCの南かおりと奈良おでかけナビゲーターの福本愛菜が出演。

## スタッフ
（2017年4月現在）
- TD・SW：都築賢
- VE：中川主税
- AUD：大寺加織
- CAM：坂口丈生、和田由行、吉川弘文、大槻誠
- CG：山谷智美
- オープニングCG：名倉涼
- 企画編集：富田拓資
- ニュース編集：高岡伯次、中井雅信
- TK：吉川奈央
- TK/AD：森友彦
- ディレクター：吉岡美保、滝村富裕、金山宇伸、飯田嘉太、清水真巳子、阪上衛理也
- チーフディレクター：田中隆行
- AP：三宅剛人、辰巳珠里
- プロデューサー：上坂宏和、樋口明
- 衣装協力：quadro.、CIQUETO ikka、semanticdesign
- 制作協力：クラッチ.、シーコア、ヤマトムービー
- 企画協力：奈良県
- 制作著作：奈良テレビ放送